# Un hada llamada Liza
Un hada llamada Liza (en húngaro: Liza, a rókatündér) es una película húngara de fantasía, comedia y romance, estrenada en 2015.
La película se basa en la mitología japonesa. La protagonista, Liza, una mujer solitaria de treinta años de edad, vive en la ciudad Csudapest (el nombre es una alusión a Budapest, la capital de Hungría) buscando el amor, pero todos los hombres que se acercan a ella, mueren por motivos misteriosos. Así Liza empieza a imaginar que ella es una kitsune, un espíritu con forma de zorro.

## Premios
- 35. Fantasporto festival

- mejor película
- mejor efectos especiales (2015)
- 31. Imagine Filmfestival, Ámsterdam

- Premio de plata Méliès para la mejor película fantástica de Europa
- la tercera mejor película según los votos del público (2015)
- 33. Festival Internacional de Cine Fantástico de Bruselas (BIFFF)

- 7. Premio Orbit para la mejor película nueva
- Premio Pegasus (premio del público) (2015)
- 3. Nocturna, Festival de cine fantástico de Madrid[11]

- Premio Paul Naschy para la mejor película
- premio para la mejor dirección
- premio para el mejor guion
- premios para los mejores actrices y actores (Móni Balsai, Szabolcs Bede-Fazekas)
- premio para los mejor efectos visuales (2015)
- 11. Fantaspoa, Festival de cine fantástico de Porto Alegre[15]

- premio para la mejor actriz: Móni Balsai (2015)
- 41. Festival internacional de cine de Seattle

- gran premio del jurado - programa de los nuevos directores (Károly Ujj Mészáros) (2015)
- 8. Festival de cine Cinema City - Újvidék[18][19]

- Premio Cineuropa para la mejor película internacional de los países a lo largo del río Danubio